# فريدون عبد القادر
فريدون عبد القادر عزيز وهو سياسي عراقي شغل منصب عضو في الجمعية الوطنية الانتقالية المؤقتة عامي 2004 و2005، وكان عضوا في لجنة العلاقات الخارجية فيها.
وفريدون عضو سابق في المكتب السياسي للاتحاد الوطني الكوردستاني، كما كان عضوا في لجنة كتابة الدستور العراقي.